# Qualificazioni al campionato mondiale di calcio 1998 - UEFA

Da sinistra: gli italiani Nesta e Costacurta, e l'inglese Southgate, in azione nella sfida di Roma dell'11 ottobre 1997 valevole per l'ultima giornata e il primo posto del gruppo 2.

Sono elencate di seguito le date e i risultati della zona europea (UEFA) per le qualificazioni al mondiale del 1998.

## Formula
51 membri FIFA: 15 posti disponibili per la fase finale. La Francia è qualificata direttamente come paese ospitante.
Rimangono 50 squadre per 14 posti disponibili per la fase finale: si suddividono in 9 gruppi di qualificazione, quattro gruppi composti da sei squadre e cinque gruppi composti da cinque squadre. Ogni squadra gioca partite di andata e ritorno: la prima classificata di ogni gruppo e la migliore seconda si qualifica alla fase finale, le rimanenti seconde classificate degli altri gruppi accedono agli spareggi UEFA.

## Gruppo 1
| Data              | Luogo      | Squadra 1            | Risultato | Squadra 2            |
| ----------------- | ---------- | -------------------- | --------- | -------------------- |
| 24 aprile 1996    | Atene      | Grecia               | 2 - 0     | Slovenia             |
| 1º settembre 1996 | Calamata   | Grecia               | 3 - 0     | Bosnia ed Erzegovina |
| 1º settembre 1996 | Lubiana    | Slovenia             | 0 - 2     | Danimarca            |
| 8 ottobre 1996    | Bologna    | Bosnia ed Erzegovina | 1 - 4     | Croazia              |
| 9 ottobre 1996    | Copenaghen | Danimarca            | 2 - 1     | Grecia               |
| 10 novembre 1996  | Lubiana    | Slovenia             | 1 - 2     | Bosnia ed Erzegovina |
| 10 novembre 1996  | Zagabria   | Croazia              | 1 - 1     | Grecia               |
| 29 marzo 1997     | Spalato    | Croazia              | 1 - 1     | Danimarca            |
| 2 aprile 1997     | Sarajevo   | Bosnia ed Erzegovina | 0 - 1     | Grecia               |
| 2 aprile 1997     | Spalato    | Croazia              | 3 - 3     | Slovenia             |
| 30 aprile 1997    | Copenaghen | Danimarca            | 4 - 0     | Slovenia             |
| 30 aprile 1997    | Salonicco  | Grecia               | 0 - 1     | Croazia              |
| 8 giugno 1997     | Copenaghen | Danimarca            | 2 - 0     | Bosnia ed Erzegovina |
| 20 agosto 1997    | Sarajevo   | Bosnia ed Erzegovina | 3 - 0     | Danimarca            |
| 6 settembre 1997  | Zagabria   | Croazia              | 3 - 2     | Bosnia ed Erzegovina |
| 6 settembre 1997  | Lubiana    | Slovenia             | 0 - 3     | Grecia               |
| 10 settembre 1997 | Copenaghen | Danimarca            | 3 - 1     | Croazia              |
| 10 settembre 1997 | Sarajevo   | Bosnia ed Erzegovina | 1 - 0     | Slovenia             |
| 11 ottobre 1997   | Lubiana    | Slovenia             | 1 - 3     | Croazia              |
| 11 ottobre 1997   | Atene      | Grecia               | 0 - 0     | Danimarca            |

| Pos | Squadra              | Pti | G | V | N | P | GF | GS | DR  |
| --- | -------------------- | --- | - | - | - | - | -- | -- | --- |
| 1   | Danimarca            | 17  | 8 | 5 | 2 | 1 | 14 | 6  | +8  |
| 2   | Croazia              | 15  | 8 | 4 | 3 | 1 | 17 | 12 | +5  |
| 3   | Grecia               | 14  | 8 | 4 | 2 | 2 | 11 | 4  | +7  |
| 4   | Bosnia ed Erzegovina | 9   | 8 | 3 | 0 | 5 | 9  | 14 | −5  |
| 5   | Slovenia             | 1   | 8 | 0 | 1 | 7 | 5  | 20 | −15 |

 Danimarca qualificata.  Croazia accede agli spareggi UEFA.

## Gruppo 2
| Data              | Luogo    | Squadra 1   | Risultato | Squadra 2   |
| ----------------- | -------- | ----------- | --------- | ----------- |
| 1º settembre 1996 | Chișinău | Moldavia    | 0 - 3     | Inghilterra |
| 5 ottobre 1996    | Chișinău | Moldavia    | 1 - 3     | Italia      |
| 9 ottobre 1996    | Londra   | Inghilterra | 2 - 1     | Polonia     |
| 9 ottobre 1996    | Perugia  | Italia      | 1 - 0     | Georgia     |
| 9 novembre 1996   | Tbilisi  | Georgia     | 0 - 2     | Inghilterra |
| 10 novembre 1996  | Katowice | Polonia     | 2 - 1     | Moldavia    |
| 12 febbraio 1997  | Londra   | Inghilterra | 0 - 1     | Italia      |
| 29 marzo 1997     | Trieste  | Italia      | 3 - 0     | Moldavia    |
| 2 aprile 1997     | Chorzów  | Polonia     | 0 - 0     | Italia      |
| 30 aprile 1997    | Napoli   | Italia      | 3 - 0     | Polonia     |
| 30 aprile 1997    | Londra   | Inghilterra | 2 - 0     | Georgia     |
| 31 maggio 1997    | Chorzów  | Polonia     | 0 - 2     | Inghilterra |
| 7 giugno 1997     | Batumi   | Georgia     | 2 - 0     | Moldavia    |
| 14 giugno 1997    | Chorzów  | Polonia     | 4 - 1     | Georgia     |
| 10 settembre 1997 | Londra   | Inghilterra | 4 - 0     | Moldavia    |
| 10 settembre 1997 | Tbilisi  | Georgia     | 0 - 0     | Italia      |
| 24 settembre 1997 | Chișinău | Moldavia    | 0 - 1     | Georgia     |
| 7 ottobre 1997    | Chișinău | Moldavia    | 0 - 3     | Polonia     |
| 11 ottobre 1997   | Tbilisi  | Georgia     | 3 - 0     | Polonia     |
| 11 ottobre 1997   | Roma     | Italia      | 0 - 0     | Inghilterra |

| Pos | Squadra     | Pti | G | V | N | P | GF | GS | DR  |
| --- | ----------- | --- | - | - | - | - | -- | -- | --- |
| 1   | Inghilterra | 19  | 8 | 6 | 1 | 1 | 15 | 2  | +13 |
| 2   | Italia      | 18  | 8 | 5 | 3 | 0 | 11 | 1  | +10 |
| 3   | Polonia     | 10  | 8 | 3 | 1 | 4 | 10 | 12 | −2  |
| 4   | Georgia     | 10  | 8 | 3 | 1 | 4 | 7  | 9  | −2  |
| 5   | Moldavia    | 0   | 8 | 0 | 0 | 8 | 2  | 21 | −19 |

 Inghilterra qualificata.  Italia accede agli spareggi UEFA.

## Gruppo 3
| Data              | Luogo    | Squadra 1   | Risultato | Squadra 2   |
| ----------------- | -------- | ----------- | --------- | ----------- |
| 2 giugno 1996     | Oslo     | Norvegia    | 5 - 0     | Azerbaigian |
| 31 agosto 1996    | Baku     | Azerbaigian | 1 - 0     | Svizzera    |
| 1º settembre 1996 | Budapest | Ungheria    | 1 - 0     | Finlandia   |
| 6 ottobre 1996    | Helsinki | Finlandia   | 2 - 3     | Svizzera    |
| 9 ottobre 1996    | Oslo     | Norvegia    | 3 - 0     | Ungheria    |
| 10 novembre 1996  | Berna    | Svizzera    | 0 - 1     | Norvegia    |
| 10 novembre 1996  | Baku     | Azerbaigian | 0 - 3     | Ungheria    |
| 2 aprile 1997     | Baku     | Azerbaigian | 1 - 2     | Finlandia   |
| 30 aprile 1997    | Oslo     | Norvegia    | 1 - 1     | Finlandia   |
| 30 aprile 1997    | Zurigo   | Svizzera    | 1 - 0     | Ungheria    |
| 8 giugno 1997     | Helsinki | Finlandia   | 3 - 0     | Azerbaigian |
| 8 giugno 1997     | Budapest | Ungheria    | 1 - 1     | Norvegia    |
| 20 agosto 1997    | Helsinki | Finlandia   | 0 - 4     | Norvegia    |
| 20 agosto 1997    | Budapest | Ungheria    | 1 - 1     | Svizzera    |
| 6 settembre 1997  | Baku     | Azerbaigian | 0 - 1     | Norvegia    |
| 6 settembre 1997  | Losanna  | Svizzera    | 1 - 2     | Finlandia   |
| 10 settembre 1997 | Oslo     | Norvegia    | 5 - 0     | Svizzera    |
| 10 settembre 1997 | Budapest | Ungheria    | 3 - 1     | Azerbaigian |
| 11 ottobre 1997   | Helsinki | Finlandia   | 1 - 1     | Ungheria    |
| 11 ottobre 1997   | Zurigo   | Svizzera    | 5 - 0     | Azerbaigian |

| Pos | Squadra     | Pti | G | V | N | P | GF | GS | DR  |
| --- | ----------- | --- | - | - | - | - | -- | -- | --- |
| 1   | Norvegia    | 20  | 8 | 6 | 2 | 0 | 21 | 2  | +19 |
| 2   | Ungheria    | 12  | 8 | 3 | 3 | 2 | 10 | 8  | +2  |
| 3   | Finlandia   | 11  | 8 | 3 | 2 | 3 | 11 | 12 | −1  |
| 4   | Svizzera    | 10  | 8 | 3 | 1 | 4 | 11 | 12 | −1  |
| 5   | Azerbaigian | 3   | 8 | 1 | 0 | 7 | 3  | 22 | −19 |

 Norvegia qualificata.  Ungheria accede agli spareggi UEFA.

## Gruppo 4
| Data              | Luogo      | Squadra 1   | Risultato | Squadra 2   |
| ----------------- | ---------- | ----------- | --------- | ----------- |
| 1º giugno 1996    | Stoccolma  | Svezia      | 5 - 1     | Bielorussia |
| 31 agosto 1996    | Minsk      | Bielorussia | 1 - 0     | Estonia     |
| 31 agosto 1996    | Vienna     | Austria     | 0 - 0     | Scozia      |
| 1º settembre 1996 | Riga       | Lettonia    | 1 - 2     | Svezia      |
| 5 ottobre 1996    | Tallinn    | Estonia     | 1 - 0     | Bielorussia |
| 5 ottobre 1996    | Riga       | Lettonia    | 0 - 2     | Scozia      |
| 9 ottobre 1996    | Stoccolma  | Svezia      | 0 - 1     | Austria     |
| 9 ottobre 1996    | Minsk      | Bielorussia | 1 - 1     | Lettonia    |
| 9 novembre 1996   | Vienna     | Austria     | 2 - 1     | Lettonia    |
| 10 novembre 1996  | Glasgow    | Scozia      | 1 - 0     | Svezia      |
| 11 febbraio 1997  | Monaco     | Estonia     | 0 - 0     | Scozia      |
| 29 marzo 1997     | Kilmarnock | Scozia      | 2 - 0     | Estonia     |
| 2 aprile 1997     | Glasgow    | Scozia      | 2 - 0     | Austria     |
| 30 aprile 1997    | Riga       | Lettonia    | 2 - 0     | Bielorussia |
| 30 aprile 1997    | Göteborg   | Svezia      | 2 - 1     | Scozia      |
| 30 aprile 1997    | Vienna     | Austria     | 2 - 0     | Estonia     |
| 18 maggio 1997    | Tallinn    | Estonia     | 1 - 3     | Lettonia    |
| 8 giugno 1997     | Minsk      | Bielorussia | 0 - 1     | Scozia      |
| 8 giugno 1997     | Riga       | Lettonia    | 1 - 3     | Austria     |
| 8 giugno 1997     | Tallinn    | Estonia     | 2 - 3     | Svezia      |
| 20 agosto 1997    | Tallinn    | Estonia     | 0 - 3     | Austria     |
| 20 agosto 1997    | Minsk      | Bielorussia | 1 - 2     | Svezia      |
| 6 settembre 1997  | Riga       | Lettonia    | 1 - 0     | Estonia     |
| 6 settembre 1997  | Vienna     | Austria     | 1 - 0     | Svezia      |
| 7 settembre 1997  | Aberdeen   | Scozia      | 4 - 1     | Bielorussia |
| 10 settembre 1997 | Minsk      | Bielorussia | 0 - 1     | Austria     |
| 10 settembre 1997 | Stoccolma  | Svezia      | 1 - 0     | Lettonia    |
| 11 ottobre 1997   | Vienna     | Austria     | 4 - 0     | Bielorussia |
| 11 ottobre 1997   | Stoccolma  | Svezia      | 1 - 0     | Estonia     |
| 11 ottobre 1997   | Glasgow    | Scozia      | 2 - 0     | Lettonia    |

| Pos | Squadra     | Pti | G  | V | N | P | GF | GS | DR  |
| --- | ----------- | --- | -- | - | - | - | -- | -- | --- |
| 1   | Austria     | 25  | 10 | 8 | 1 | 1 | 17 | 4  | +13 |
| 2   | Scozia      | 23  | 10 | 7 | 2 | 1 | 15 | 3  | +12 |
| 3   | Svezia      | 21  | 10 | 7 | 0 | 3 | 16 | 9  | +7  |
| 4   | Lettonia    | 10  | 10 | 3 | 1 | 6 | 10 | 14 | −4  |
| 5   | Estonia     | 4   | 10 | 1 | 1 | 8 | 4  | 16 | −12 |
| 6   | Bielorussia | 4   | 10 | 1 | 1 | 8 | 5  | 21 | −16 |

 Austria e  Scozia qualificate.

## Gruppo 5
| Data              | Luogo       | Squadra 1   | Risultato | Squadra 2   |
| ----------------- | ----------- | ----------- | --------- | ----------- |
| 1º settembre 1996 | Ramat Gan   | Israele     | 2 - 1     | Bulgaria    |
| 1º settembre 1996 | Mosca       | Russia      | 4 - 0     | Cipro       |
| 8 ottobre 1996    | Lussemburgo | Lussemburgo | 1 - 2     | Bulgaria    |
| 9 ottobre 1996    | Ramat Gan   | Israele     | 1 - 1     | Russia      |
| 10 novembre 1996  | Limassol    | Cipro       | 2 - 0     | Israele     |
| 10 novembre 1996  | Lussemburgo | Lussemburgo | 0 - 4     | Russia      |
| 14 dicembre 1996  | Limassol    | Cipro       | 1 - 3     | Bulgaria    |
| 15 dicembre 1996  | Ramat Gan   | Israele     | 1 - 0     | Lussemburgo |
| 29 marzo 1997     | Paralimni   | Cipro       | 1 - 1     | Russia      |
| 31 marzo 1997     | Lussemburgo | Lussemburgo | 0 - 3     | Israele     |
| 2 aprile 1997     | Sofia       | Bulgaria    | 4 - 1     | Cipro       |
| 30 aprile 1997    | Ramat Gan   | Israele     | 2 - 0     | Cipro       |
| 30 aprile 1997    | Mosca       | Russia      | 3 - 0     | Lussemburgo |
| 8 giugno 1997     | Mosca       | Russia      | 2 - 0     | Israele     |
| 8 giugno 1997     | Burgas      | Bulgaria    | 4 - 0     | Lussemburgo |
| 20 agosto 1997    | Sofia       | Bulgaria    | 1 - 0     | Israele     |
| 7 settembre 1997  | Lussemburgo | Lussemburgo | 1 - 3     | Cipro       |
| 10 settembre 1997 | Sofia       | Bulgaria    | 1 - 0     | Russia      |
| 11 ottobre 1997   | Limassol    | Cipro       | 2 - 0     | Lussemburgo |
| 11 ottobre 1997   | Mosca       | Russia      | 4 - 2     | Bulgaria    |

| Pos | Squadra     | Pti | G | V | N | P | GF | GS | DR  |
| --- | ----------- | --- | - | - | - | - | -- | -- | --- |
| 1   | Bulgaria    | 18  | 8 | 6 | 0 | 2 | 18 | 9  | +9  |
| 2   | Russia      | 17  | 8 | 5 | 2 | 1 | 19 | 5  | +14 |
| 3   | Israele     | 13  | 8 | 4 | 1 | 3 | 9  | 7  | +2  |
| 4   | Cipro       | 10  | 8 | 3 | 1 | 4 | 10 | 15 | −5  |
| 5   | Lussemburgo | 0   | 8 | 0 | 0 | 8 | 2  | 22 | −20 |

 Bulgaria qualificata.  Russia accede agli spareggi UEFA.

## Gruppo 6
| Data              | Luogo                  | Squadra 1  | Risultato | Squadra 2  |
| ----------------- | ---------------------- | ---------- | --------- | ---------- |
| 24 aprile 1996    | Belgrado               | Jugoslavia | 3 - 1     | Fær Øer    |
| 2 giugno 1996     | Belgrado               | Jugoslavia | 6 - 0     | Malta      |
| 31 agosto 1996    | Toftir                 | Fær Øer    | 1 - 2     | Slovacchia |
| 4 settembre 1996  | Toftir                 | Fær Øer    | 2 - 6     | Spagna     |
| 18 settembre 1996 | Teplice                | Rep. Ceca  | 6 - 0     | Malta      |
| 22 settembre 1996 | Bratislava             | Slovacchia | 6 - 0     | Malta      |
| 6 ottobre 1996    | Toftir                 | Fær Øer    | 1 - 8     | Jugoslavia |
| 9 ottobre 1996    | Praga                  | Rep. Ceca  | 0 - 0     | Spagna     |
| 23 ottobre 1996   | Bratislava             | Slovacchia | 3 - 0     | Fær Øer    |
| 10 novembre 1996  | Belgrado               | Jugoslavia | 1 - 0     | Rep. Ceca  |
| 13 novembre 1996  | Santa Cruz de Tenerife | Spagna     | 4 - 1     | Slovacchia |
| 14 dicembre 1996  | Valencia               | Spagna     | 2 - 0     | Jugoslavia |
| 18 dicembre 1996  | Ta' Qali               | Malta      | 0 - 3     | Spagna     |
| 12 febbraio 1997  | Alicante               | Spagna     | 4 - 0     | Malta      |
| 31 marzo 1997     | Ta' Qali               | Malta      | 0 - 2     | Slovacchia |
| 2 aprile 1997     | Praga                  | Rep. Ceca  | 1 - 2     | Jugoslavia |
| 30 aprile 1997    | Ta' Qali               | Malta      | 1 - 2     | Fær Øer    |
| 30 aprile 1997    | Belgrado               | Jugoslavia | 1 - 1     | Spagna     |
| 8 giugno 1997     | Toftir                 | Fær Øer    | 2 - 1     | Malta      |
| 8 giugno 1997     | Belgrado               | Jugoslavia | 2 - 0     | Slovacchia |
| 8 giugno 1997     | Valladolid             | Spagna     | 1 - 0     | Rep. Ceca  |
| 20 agosto 1997    | Teplice                | Rep. Ceca  | 2 - 0     | Fær Øer    |
| 24 agosto 1997    | Bratislava             | Slovacchia | 2 - 1     | Rep. Ceca  |
| 6 settembre 1997  | Toftir                 | Fær Øer    | 0 - 2     | Rep. Ceca  |
| 10 settembre 1997 | Bratislava             | Slovacchia | 1 - 1     | Jugoslavia |
| 24 settembre 1997 | Ta' Qali               | Malta      | 0 - 1     | Rep. Ceca  |
| 24 settembre 1997 | Bratislava             | Slovacchia | 1 - 2     | Spagna     |
| 11 ottobre 1997   | Ta' Qali               | Malta      | 0 - 5     | Jugoslavia |
| 11 ottobre 1997   | Praga                  | Rep. Ceca  | 3 - 0     | Slovacchia |
| 11 ottobre 1997   | Gijón                  | Spagna     | 3 - 1     | Fær Øer    |

| Pos | Squadra    | Pti | G  | V | N | P  | GF | GS | DR  |
| --- | ---------- | --- | -- | - | - | -- | -- | -- | --- |
| 1   | Spagna     | 26  | 10 | 8 | 2 | 0  | 26 | 6  | +20 |
| 2   | Jugoslavia | 23  | 10 | 7 | 2 | 1  | 29 | 7  | +22 |
| 3   | Rep. Ceca  | 16  | 10 | 5 | 1 | 4  | 16 | 6  | +10 |
| 4   | Slovacchia | 16  | 10 | 5 | 1 | 4  | 18 | 14 | +4  |
| 5   | Fær Øer    | 6   | 10 | 2 | 0 | 8  | 10 | 31 | −21 |
| 6   | Malta      | 0   | 10 | 0 | 0 | 10 | 2  | 37 | −35 |

 Spagna qualificata.  Jugoslavia accede agli spareggi UEFA.

## Gruppo 7
| Data              | Luogo      | Squadra 1   | Risultato | Squadra 2   |
| ----------------- | ---------- | ----------- | --------- | ----------- |
| 2 giugno 1996     | Serravalle | San Marino  | 0 - 5     | Galles      |
| 31 agosto 1996    | Cardiff    | Galles      | 6 - 0     | San Marino  |
| 31 agosto 1996    | Bruxelles  | Belgio      | 2 - 1     | Turchia     |
| 5 ottobre 1996    | Cardiff    | Galles      | 1 - 3     | Paesi Bassi |
| 9 ottobre 1996    | Serravalle | San Marino  | 0 - 3     | Belgio      |
| 9 novembre 1996   | Eindhoven  | Paesi Bassi | 7 - 1     | Galles      |
| 10 novembre 1996  | Istanbul   | Turchia     | 7 - 0     | San Marino  |
| 14 dicembre 1996  | Cardiff    | Galles      | 0 - 0     | Turchia     |
| 14 dicembre 1996  | Bruxelles  | Belgio      | 0 - 3     | Paesi Bassi |
| 29 marzo 1997     | Cardiff    | Galles      | 1 - 2     | Belgio      |
| 29 marzo 1997     | Amsterdam  | Paesi Bassi | 4 - 0     | San Marino  |
| 2 aprile 1997     | Bursa      | Turchia     | 1 - 0     | Paesi Bassi |
| 30 aprile 1997    | Istanbul   | Turchia     | 1 - 3     | Belgio      |
| 30 aprile 1997    | Serravalle | San Marino  | 0 - 6     | Paesi Bassi |
| 7 giugno 1997     | Bruxelles  | Belgio      | 6 - 0     | San Marino  |
| 20 agosto 1997    | Istanbul   | Turchia     | 6 - 4     | Galles      |
| 6 settembre 1997  | Rotterdam  | Paesi Bassi | 3 - 1     | Belgio      |
| 10 settembre 1997 | Serravalle | San Marino  | 0 - 5     | Turchia     |
| 11 ottobre 1997   | Amsterdam  | Paesi Bassi | 0 - 0     | Turchia     |
| 11 ottobre 1997   | Bruxelles  | Belgio      | 3 - 2     | Galles      |

| Pos | Squadra     | Pti | G | V | N | P | GF | GS | DR  |
| --- | ----------- | --- | - | - | - | - | -- | -- | --- |
| 1   | Paesi Bassi | 19  | 8 | 6 | 1 | 1 | 26 | 4  | +22 |
| 2   | Belgio      | 18  | 8 | 6 | 0 | 2 | 20 | 11 | +9  |
| 3   | Turchia     | 14  | 8 | 4 | 2 | 2 | 21 | 9  | +12 |
| 4   | Galles      | 7   | 8 | 2 | 1 | 5 | 20 | 21 | −1  |
| 5   | San Marino  | 0   | 8 | 0 | 0 | 8 | 0  | 42 | −42 |

 Paesi Bassi qualificata.  Belgio accede agli spareggi UEFA.

## Gruppo 8
| Data              | Luogo     | Squadra 1     | Risultato | Squadra 2     |
| ----------------- | --------- | ------------- | --------- | ------------- |
| 24 aprile 1996    | Skopje    | Macedonia     | 3 - 0     | Liechtenstein |
| 1º giugno 1996    | Reykjavík | Islanda       | 1 - 1     | Macedonia     |
| 31 agosto 1996    | Bucarest  | Romania       | 3 - 0     | Lituania      |
| 31 agosto 1996    | Eschen    | Liechtenstein | 0 - 5     | Irlanda       |
| 5 ottobre 1996    | Vilnius   | Lituania      | 2 - 0     | Islanda       |
| 9 ottobre 1996    | Reykjavík | Islanda       | 0 - 4     | Romania       |
| 9 ottobre 1996    | Dublino   | Irlanda       | 3 - 0     | Macedonia     |
| 9 ottobre 1996    | Vilnius   | Lituania      | 2 - 1     | Liechtenstein |
| 9 novembre 1996   | Eschen    | Liechtenstein | 1 - 11    | Macedonia     |
| 10 novembre 1996  | Dublino   | Irlanda       | 0 - 0     | Islanda       |
| 14 dicembre 1996  | Skopje    | Macedonia     | 0 - 3     | Romania       |
| 29 marzo 1997     | Bucarest  | Romania       | 8 - 0     | Liechtenstein |
| 2 aprile 1997     | Skopje    | Macedonia     | 3 - 2     | Irlanda       |
| 2 aprile 1997     | Vilnius   | Lituania      | 0 - 1     | Romania       |
| 30 aprile 1997    | Eschen    | Liechtenstein | 0 - 2     | Lituania      |
| 30 aprile 1997    | Bucarest  | Romania       | 1 - 0     | Irlanda       |
| 21 maggio 1997    | Dublino   | Irlanda       | 5 - 0     | Liechtenstein |
| 7 giugno 1997     | Skopje    | Macedonia     | 1 - 0     | Islanda       |
| 11 giugno 1997    | Reykjavík | Islanda       | 0 - 0     | Lituania      |
| 20 agosto 1997    | Eschen    | Liechtenstein | 0 - 4     | Islanda       |
| 20 agosto 1997    | Bucarest  | Romania       | 4 - 2     | Macedonia     |
| 20 agosto 1997    | Dublino   | Irlanda       | 0 - 0     | Lituania      |
| 6 settembre 1997  | Reykjavík | Islanda       | 2 - 4     | Irlanda       |
| 6 settembre 1997  | Eschen    | Liechtenstein | 1 - 8     | Romania       |
| 6 settembre 1997  | Vilnius   | Lituania      | 2 - 0     | Macedonia     |
| 10 settembre 1997 | Bucarest  | Romania       | 4 - 0     | Islanda       |
| 10 settembre 1997 | Vilnius   | Lituania      | 1 - 2     | Irlanda       |
| 11 ottobre 1997   | Dublino   | Irlanda       | 1 - 1     | Romania       |
| 11 ottobre 1997   | Reykjavík | Islanda       | 4 - 0     | Liechtenstein |
| 11 ottobre 1997   | Skopje    | Macedonia     | 1 - 2     | Lituania      |

| Pos | Squadra       | Pti | G  | V | N | P  | GF | GS | DR  |
| --- | ------------- | --- | -- | - | - | -- | -- | -- | --- |
| 1   | Romania       | 28  | 10 | 9 | 1 | 0  | 37 | 4  | +33 |
| 2   | Irlanda       | 18  | 10 | 5 | 3 | 2  | 22 | 8  | +14 |
| 3   | Lituania      | 17  | 10 | 5 | 2 | 3  | 11 | 8  | +3  |
| 4   | Macedonia     | 13  | 10 | 4 | 1 | 5  | 22 | 18 | +4  |
| 5   | Islanda       | 9   | 10 | 2 | 3 | 5  | 11 | 16 | −5  |
| 6   | Liechtenstein | 0   | 10 | 0 | 0 | 10 | 3  | 52 | −49 |

 Romania qualificata.  Irlanda accede agli spareggi UEFA.

## Gruppo 9
| Data              | Luogo      | Squadra 1        | Risultato | Squadra 2        |
| ----------------- | ---------- | ---------------- | --------- | ---------------- |
| 31 agosto 1996    | Belfast    | Irlanda del Nord | 0 - 1     | Ucraina          |
| 31 agosto 1996    | Erevan     | Armenia          | 0 - 0     | Portogallo       |
| 5 ottobre 1996    | Belfast    | Irlanda del Nord | 1 - 1     | Armenia          |
| 5 ottobre 1996    | Kiev       | Ucraina          | 2 - 1     | Portogallo       |
| 9 ottobre 1996    | Tirana     | Albania          | 0 - 3     | Portogallo       |
| 9 ottobre 1996    | Erevan     | Armenia          | 1 - 5     | Germania         |
| 9 novembre 1996   | Tirana     | Albania          | 1 - 1     | Armenia          |
| 9 novembre 1996   | Norimberga | Germania         | 1 - 1     | Irlanda del Nord |
| 9 novembre 1996   | Porto      | Portogallo       | 1 - 0     | Ucraina          |
| 14 dicembre 1996  | Belfast    | Irlanda del Nord | 2 - 0     | Albania          |
| 14 dicembre 1996  | Lisbona    | Portogallo       | 0 - 0     | Germania         |
| 29 marzo 1997     | Belfast    | Irlanda del Nord | 0 - 0     | Portogallo       |
| 29 marzo 1997     | Granada    | Albania          | 0 - 1     | Ucraina          |
| 2 aprile 1997     | Kiev       | Ucraina          | 2 - 1     | Irlanda del Nord |
| 2 aprile 1997     | Granada    | Albania          | 2 - 3     | Germania         |
| 30 aprile 1997    | Erevan     | Armenia          | 0 - 0     | Irlanda del Nord |
| 30 aprile 1997    | Brema      | Germania         | 2 - 0     | Ucraina          |
| 7 maggio 1997     | Kiev       | Ucraina          | 1 - 1     | Armenia          |
| 7 giugno 1997     | Porto      | Portogallo       | 2 - 0     | Albania          |
| 7 giugno 1997     | Kiev       | Ucraina          | 0 - 0     | Germania         |
| 20 agosto 1997    | Belfast    | Irlanda del Nord | 1 - 3     | Germania         |
| 20 agosto 1997    | Setúbal    | Portogallo       | 3 - 1     | Armenia          |
| 20 agosto 1997    | Kiev       | Ucraina          | 1 - 0     | Albania          |
| 6 settembre 1997  | Erevan     | Armenia          | 3 - 0     | Albania          |
| 6 settembre 1997  | Berlino    | Germania         | 1 - 1     | Portogallo       |
| 10 settembre 1997 | Zurigo     | Albania          | 1 - 0     | Irlanda del Nord |
| 10 settembre 1997 | Dortmund   | Germania         | 4 - 0     | Armenia          |
| 11 ottobre 1997   | Hannover   | Germania         | 4 - 3     | Albania          |
| 11 ottobre 1997   | Erevan     | Armenia          | 0 - 2     | Ucraina          |
| 11 ottobre 1997   | Lisbona    | Portogallo       | 1 - 0     | Irlanda del Nord |

| Pos | Squadra          | Pti | G  | V | N | P | GF | GS | DR  |
| --- | ---------------- | --- | -- | - | - | - | -- | -- | --- |
| 1   | Germania         | 22  | 10 | 6 | 4 | 0 | 23 | 9  | +14 |
| 2   | Ucraina          | 20  | 10 | 6 | 2 | 2 | 10 | 6  | +4  |
| 3   | Portogallo       | 19  | 10 | 5 | 4 | 1 | 12 | 4  | +8  |
| 4   | Armenia          | 8   | 10 | 1 | 5 | 4 | 8  | 17 | −9  |
| 5   | Irlanda del Nord | 7   | 10 | 1 | 4 | 5 | 6  | 10 | −4  |
| 6   | Albania          | 4   | 10 | 1 | 1 | 8 | 7  | 20 | −13 |

 Germania qualificata.  Ucraina accede agli spareggi UEFA.

## Raffronto delle seconde classificate
| Pos | Squadra    | Pti | G | V | N | P | GF | GS | DR |
| --- | ---------- | --- | - | - | - | - | -- | -- | -- |
| 1   | Scozia     | 13  | 6 | 4 | 1 | 1 | 8  | 2  | +6 |
| 2   | Italia     | 12  | 6 | 3 | 3 | 0 | 5  | 0  | +5 |
| 3   | Belgio     | 12  | 6 | 4 | 0 | 2 | 11 | 11 | 0  |
| 4   | Russia     | 11  | 6 | 3 | 2 | 1 | 12 | 5  | +7 |
| 5   | Croazia    | 11  | 6 | 3 | 2 | 1 | 11 | 8  | +3 |
| 6   | Jugoslavia | 11  | 6 | 3 | 2 | 1 | 7  | 5  | +2 |
| 7   | Irlanda    | 8   | 6 | 2 | 2 | 2 | 8  | 6  | +2 |
| 8   | Ucraina    | 8   | 6 | 2 | 2 | 2 | 5  | 5  | 0  |
| 9   | Ungheria   | 6   | 6 | 1 | 3 | 2 | 4  | 7  | −3 |

## Play-off
| Data             | Luogo    | Squadra 1 | Risultato | Squadra 2 |
| ---------------- | -------- | --------- | --------- | --------- |
| 29 ottobre 1997  | Zagabria | Croazia   | 2 - 0     | Ucraina   |
| 15 novembre 1997 | Kiev     | Ucraina   | 1 - 1     | Croazia   |

| Data             | Luogo  | Squadra 1 | Risultato | Squadra 2 |
| ---------------- | ------ | --------- | --------- | --------- |
| 29 ottobre 1997  | Mosca  | Russia    | 1 - 1     | Italia    |
| 15 novembre 1997 | Napoli | Italia    | 1 - 0     | Russia    |

| Data             | Luogo     | Squadra 1 | Risultato | Squadra 2 |
| ---------------- | --------- | --------- | --------- | --------- |
| 29 ottobre 1997  | Dublino   | Irlanda   | 1 - 1     | Belgio    |
| 15 novembre 1997 | Bruxelles | Belgio    | 2 - 1     | Irlanda   |

| Data             | Luogo    | Squadra 1  | Risultato | Squadra 2  |
| ---------------- | -------- | ---------- | --------- | ---------- |
| 29 ottobre 1997  | Budapest | Ungheria   | 1 - 7     | Jugoslavia |
| 15 novembre 1997 | Belgrado | Jugoslavia | 5 - 0     | Ungheria   |

 Croazia,  Italia,  Belgio e  Jugoslavia qualificate alla fase finale.